# Цмоляс (гміна)
Гміна Цмоляс (пол. Gmina Cmolas) — сільська гміна у східній Польщі. Належить до Кольбушовського повіту Підкарпатського воєводства.
Станом на 31 грудня 2011 у гміні проживало 8105 осіб.

## Територія
Згідно з даними за 2007 рік площа гміни становила 134.06 км², у тому числі:
- орні землі: 50.00%
- ліси: 43.00%

Таким чином, площа гміни становить 17.32% площі повіту.

## Населення
Станом на 31 грудня 2011:
| Опис     | Загалом | Загалом | Чоловіки | Чоловіки | Жінки | Жінки |
| -------- | ------- | ------- | -------- | -------- | ----- | ----- |
| одиниця  | осіб    | %       | осіб     | %        | осіб  | %     |
| все      | 8105    | 100     | 4098     | 50.56    | 4007  | 49.44 |
| міське   | 0       | 100     | 0        |          | 0     |       |
| сільське | 8105    | 100     | 4098     | 50.56    | 4007  | 49.44 |

## Сусідні гміни
Гміна Цмоляс межує з такими гмінами: Дзіковець, Кольбушова, Майдан-Крулевський, Мелець, Нівіська, Тушув-Народови.